# Paul Potts
Paul Potts (ur. 13 października 1970 w Bristolu) – brytyjski śpiewak.
Laureat brytyjskiej edycji programu telewizyjnego Britain’s Got Talent, produkowanego przez telewizję ITV1. Zaśpiewał m.in. arię „Nessun dorma” z opery Turandot (1926) Giacomo Pucciniego.
W 2000 uczestniczył w komercyjnym kursie dla śpiewaków operowych we Włoszech. Wyróżniony jako jeden z najlepszych studentów zaśpiewał przed Katią Ricciarelli i Luciano Pavarottim. Występował z Królewską Orkiestrą Filharmoniczną. Brał udział w czterech przedstawieniach amatorskiej grupy Bath Opera.
16 lipca 2007 w Wielkiej Brytanii został wydany debiutancki album Paula Pottsa zatytułowany One Chance. 22 lipca 2007 album znalazł się na 1. miejscu brytyjskiej listy najlepiej sprzedających się albumów (BBC Top 40 Album chart) i miejsce to zajmował przez kolejne 3 tygodnie.

## Dyskografia
Albumy
- 2007: One Chance
- 2009: Passione

Single
- 2007: Nessun dorma